# Królowe Nawarry
Lista wymienia królowe Nawarry. Ponieważ prawa Nawarry nie zabraniały kobietom dziedziczenia tronu, niektóre z nich były królowymi panującymi (zostały zaznaczono pogrubioną czcionką).
| #  | Wizerunek | Imię                   | Urodzona                              | Zmarła                         | Czas rządów         | Rodzice                                                           | Mąż                              |
| -- | --------- | ---------------------- | ------------------------------------- | ------------------------------ | ------------------- | ----------------------------------------------------------------- | -------------------------------- |
| 1  |           | Urraka Jimenez         |                                       |                                | 852-855             |                                                                   | Garcia Iniguez                   |
| 2  |           | Oria                   |                                       |                                | 882-905?            |                                                                   | Fortun Garces                    |
| 3  |           | Toda Aznárez           | 876                                   | 15 października 958            | 905-925             | Aznar Sánchez Onneca Fortúnez                                     | Sancho I                         |
| 4  |           | Andregota Galíndez     | ok. 900                               | 972 Aibar                      | 933-940             | Galindo II Sancha Garcés z Pampeluny                              | Garcia I                         |
| 5  |           | Teresa z Leónu         |                                       | po 957                         | 943-970             | Ramiro II Adosinda Osórez                                         | Garcia I                         |
| 6  |           | Urraka Fernández       |                                       | 1007                           | 970-994             | Ferdynand II Gonzalez Sancha Sánchez z Pampeluny                  | Sancho II                        |
| 7  |           | Jimena Fernandez       |                                       |                                | 994-1004            | Fernando Vermudez Elwira                                          | Garcia II                        |
| 8  |           | Muniadona z Kastylii   | 994/996                               | 1066                           | 1010-1035           | Sancho I Garcia Urraka                                            | Sancho III Wielki                |
| 9  |           | Stefania de Foix       |                                       | po 1066                        | 1038-1054           | Bernard Roger de Foix Gersende de Bigorre                         | Garcia III                       |
| 10 |           | Placencia              |                                       |                                | po 1068-1076        |                                                                   | Sancho IV                        |
| 11 |           | Felicja de Roucy       | ok. 1060                              | 3 maja 1123                    | 1076-1094           |                                                                   | Sancho Ramírez                   |
| 12 |           | Agnieszka Akwitańska   | koniec 1072                           | 6 czerwca 1097                 | 1094-1097           | Wilhelm VIII Akwitański Hildegarda Burgundzka                     | Piotr I                          |
| 13 |           | Berta Włoska           | ok. 1075                              | przed 1111                     | 1097-1104           | Piotr I Sabaudzki? Agnieszka z Poitou?                            | Piotr I                          |
| 14 |           | Urraka Kastylijska     | ok. 1081                              | 8 marca 1126                   | 1109-1114           | Alfons VI Konstancja Burgundzka                                   | Alfons I Waleczny                |
| 15 |           | Małgorzata de l'Aigle  | 1104                                  | 25 maja 1141                   | 1134-1141           | Gilbert of L'Aigle Juliana du Perche                              | Garcia IV Odnowiciel             |
| 16 |           | Urraka Kastylijska     | 1133                                  | ok. 1179                       | 1144-1150           | Alfons VII Imperator Guntroda Pérez                               | Garcia IV Odnowiciel             |
| 17 |           | Sancha Kastylijska     | ok. 1139                              | 1179                           | 1157-1179           | Alfons VII Imperator Berengaria z Barcelony                       | Sancho VI Mądry                  |
| 18 |           | Konstancja z Tuluzy    | ok. 1180                              | po 12 maja 1260                | 1195-1200           | Rajmund VI z Tuluzy Béatrice de Béziers                           | Sancho VII Mocny                 |
| 19 |           | Małgorzata de Burbon   | ok. 1217                              | 12 kwietnia 1256               | 1234-1253           | Archambaud VIII de Bourbon Béatrice de Montluçon                  | Tybald I                         |
| 20 |           | Izabela Francuska      | 2 marca 1241                          | 17 kwietnia 1271               | 1258-1270           | Ludwik IX Święty Małgorzata Prowansalska                          | Tybald II                        |
| 21 |           | Blanka d’Artois        | ok. 1248                              | 2 maja 1302                    | 1270-1274           | Robert I d’Artois Matylda Brabancka                               | Henryk I                         |
| 22 |           | Joanna I z Nawarry     | 14 stycznia 1273 Bar-sur-Seine        | 2 kwietnia 1305 Vincennes      | 1274-1305           | Henryk I Blanka d’Artois                                          | Filip IV Piękny                  |
| 23 |           | Klemencja Węgierska    | 1293                                  | 12 października 1328           | 1315-1316           | Karol Martel Andegaweński Klemencja Habsburg                      | Ludwik I Kłótliwy                |
| 24 |           | Joanna II Burgundzka   | 15 stycznia 1292                      | 21 stycznia 1330 Roye          | 1316-1322           | Otton IV Burgundzki Mahaut d’Artois                               | Filip II                         |
| 25 |           | Blanka Burgundzka      | ok. 1296                              | 29 kwietnia 1326 Maubuisson    | 1322                | Otton IV Burgundzki Mahaut d’Artois                               | Karol I Piękny                   |
| 26 |           | Maria Luksemburska     | ok. 1305                              | 21 marca 1324 Issoudun         | 1322-1324           | Henryk VII Luksemburski Małgorzata Brabancka                      | Karol I Piękny                   |
| 27 |           | Joanna z Évreux        | ok. 1307                              | 4 marca 1371 Brie-Comte-Robert | 1325-1328           | Ludwik d'Évreux) Małgorzata d’Artois                              | Karol I Piękny                   |
| 28 |           | Joanna II z Nawarry    | 28 stycznia 1311                      | 6 października 1349            | 1328-1349           | Ludwik I Kłótliwy Małgorzata Burgundzka                           | Filip III                        |
| 29 |           | Joanna Francuska       | 24 czerwca 1343 Châteauneuf-sur-Loire | 3 listopada 1373 Évreux        | 1352-1373           | Jan II Dobry Bonna Luksemburska                                   | Karol II Zły                     |
| 30 |           | Eleonora Kastylijska   | po 1363                               | 27 lutego 1416                 | 1387-1416           | Henryk II Trastamara Joanna Manuel                                | Karol III Szlachetny             |
| 31 |           | Blanka I z Nawarry     | 1391                                  | 3 kwietnia 1441                | 1425-1441           | Karol III Szlachetny Eleonora Kastylijska                         | Jan II Aragoński                 |
| 32 |           | Agnieszka Kliwijska    | 1422                                  | 1448                           | 1441-1448 (de iure) | Adolf II Maria z Burgundii                                        | Karol IV(nominalny król Nawarry) |
| 33 |           | Joanna Enríquez        | 1425 Torrelobatón                     | 13 lutego 1468 Tarragona       | 1444-1468           | Fadrique Enríquez de Mendoza Mariana Fernández de Córdoba y Ayala | Jan II Aragoński                 |
| 34 |           | Eleonora I z Nawarry   | 2 lutego 1425                         | 12 lutego 1479 Tudela          | 1479                | Jan II Aragoński Blanka I z Nawarry                               | Gaston IV de Foix-Grailly        |
| 35 |           | Katarzyna z Nawarry    | 1468                                  | 1518                           | 1483-1518           | Gaston de Foix Magdalena de Valois                                | Jan III d'Albret                 |
| 36 |           | Małgorzata z Nawarry   | 11 kwietnia 1492                      | 21 grudnia 1549                | 1527-1549           | Karol d’Angoulême Ludwika Sabaudzka                               | Henryk II                        |
| 37 |           | Joanna d’Albret        | 7 stycznia 1528                       | 9 czerwca 1572                 | 1555-1572           | Henryk II Małgorzata z Nawarry                                    | Antoni de Burbon-Vendôme         |
| 38 |           | Małgorzata Walezjuszka | 14 maja 1553                          | 27 marca 1615                  | 1572-1599           | Henryk II Walezjusz Katarzyna Medycejska                          | Henryk III                       |
| 39 |           | Maria Medycejska       | 26 kwietnia 1575 Florencja            | 3 lipca 1642 Kolonia           | 1600-1610           | Franciszek I Medyceusz Joanna Habsburg                            | Henryk III                       |
| 40 |           | Anna Austriaczka       | 22 września 1601 Valladolid           | 20 stycznia 1666 Paryż         | 1615-1643           | Filip III Habsburg Małgorzata Austriaczka                         | Ludwik II                        |

Henryk III z Nawarry stał się Henrykiem IV jako król Francji i od jego czasów korona Nawarry przeszła na królów Francji. W 1620 roku królestwo Nawarry zostało połączone z Francją, a francuscy królowie używali tytułu króla Nawarry do 1791 roku i w latach 1814–1830. W Hiszpanii (do której należy większość terytoriów dawnego królestwa Nawarry), monarcha używa tytułu króla Nawarry jako części swojej tytulatury.